# Yoko Shoji
Yōko Shōji (庄司陽子 Shōji Yōko?, nacida el 4 de junio de 1950 en Mobara, Prefectura de Chiba) es una artista de manga de Japón. Se le conoce gracias a su más famoso trabajo titulado Seito Shokun! (¡Atención estudiantes!), por la que ganó el premio llamado Kodansha Manga Award de shōjo en el año 1978.